# Yanla Ndjip-Nyemeck
Yanla Ndjip-Nyemeck (12 juli 2002) is een Belgische atlete, die gespecialiseerd is in het hordelopen. Zij werd eenmaal Belgisch kampioene.

## Loopbaan
Ndjip-Nyemeck kwam voor het eerst in het nieuws toen ze als 19-jarige 13,02 s liep op de  100 m horden en daarmee sneller was dan Eline Berings en Anne Zagré op die leeftijd. Het jaar nadien liep ze voor het eerst onder de 13 s op dat nummer. Ze nam deel aan de Europese kampioenschappen U23 in Espoo. Ze werd daar uitgeschakeld in de halve finale. Ze werd dat jaar wel voor het eerst Belgisch kampioene op dat nummer.
In juni 2025 evenaarde Ndjip-Nyemeck het Belgische record van Anne Zagré op de 100 m horden. Ze plaatste zich met deze prestatie voor de wereldkampioenschappen later dat jaar in Tokio.
Clubs
Ndjip-Nyemeck was in België aangesloten bij Racing Club Brussel en stapte eind 2022 over naar Excelsiors Sports Club.

## Belgische kampioenschappen
Outdoor
| Onderdeel    | Jaar |
| ------------ | ---- |
| 100 m horden | 2023 |

## Persoonlijke records
Outdoor
| Onderdeel    | Prestatie    | Wind     | Datum        | Plaats  |
| ------------ | ------------ | -------- | ------------ | ------- |
| 100 m        | 11,71 s      | -0,5 m/s | 25 juni 2023 | Brussel |
| 200 m        | 23,91 s      | +0,8 m/s | 14 mei 2022  | Davis   |
| 100 m horden | 12,71 s (NR) | +1,5 m/s | 12 juni 2025 | Eugene  |

Indoor
| Onderdeel   | Prestatie | Datum            | Plaats      |
| ----------- | --------- | ---------------- | ----------- |
| 60 m        | 7,61 s    | 30 december 2022 | Gent        |
| 200 m       | 24,21 s   | 30 december 2022 | Gent        |
| 60 m horden | 8,01 s    | 10 mei 2023      | Albuquerque |

## Palmares

### 60 m horden
- 2024: DNF in reeks WK indoor in Glasgow

### 100 m horden
- 2023: 7e ½ fin. EK U23 in Espoo – 13,71 s
- 2023:  BK AC – 13,09 s
- 2024:  BK AC – 13,10 s
- 2025: DNF NCAA-kamp. in Eugene (in ½ fin. 12,71 s (NR))